# Valeriu Bujor
Valeriu Bujor (în rusă Валерий Георгиевич Бужор) n. 4 martie 1958, satul Sofia, raionul Drochia, Republica Moldova.
Profesor universitar, doctor conf. în drept,Rector al Institutului de Științe Penale și Criminologie Aplicată (Institutul de Criminologie din Chișinău, Republica Moldova), Președinte al Asociației Criminologilor din Republica Moldova, este o personalitate bine cunoscută în învățământul juridic și în știința juridică, fiind unul din întemeietorii și propagatorii activi ai criminologiei autohtone și primul deținător al diplomei de jurist-cercetător în criminologie din Republica Moldova.Pe plan științific aportul lui Valeriu Bujor constă în completarea substanțială a conceptului de violență criminală, criminologia penitenciară, criminalitatea în grup și organizată, conceptul securității criminologice. Însă aria intereselor lui Valeriu Bujor a depășit criminologia, realizând o serie de studii în dreptul penal și teoria generală a dreptului, formulînd multiple propuneri de lege ferenda. Este autor și coautor al primelor manuale, note de curs și comentarii ale legislației în dreptul penal, criminologie, statistică criminologică, victimologie, deviantologie, teoria generală a dreptului, drept penal comparat.
Bujor a educat o pleiadă de discipoli, care s-au afirmat drept criminologi și cercetători atât în țară, cît și peste hotarele Republicii Moldova. Sub îndrumarea științifică a acestuia au fost susținute 5 teze de doctorat și peste 50 teze de masterat.
Bujor este un activ propagator al științei penale și criminologice peste hotarele Republicii Moldova prin participări la foruri științifice internaționale. Publicațiile sale științifice sunt editate în culegeri științifice internaționale și difuzate, în limba rusă în țările CSI.
În activitatea sa, Bujor s-a manifestat ca un bun organizator și manager cu experiență în domeniul învățământului și științei, fapt pentru care a fost ales Doctor honoris causa a Academiei MAI din Volgograd (Rusia) și Institutului de Transport Naval din Izmail (Ucraina).
Valeriu Bujor are următoarele distincții: Medalia MAI Pentru serviciu impecabil de gradul I, II, III; Medalia de aur pentru merite în învățământ (2008) și medalia jubiliară Pentru merite în educație (2009).

## Biografie
Activitatea lui Valeriu Bujor s-a desfășurat, în principal, pe făgașul didactic și științific, deși a cunoscut și o experiență practică utilă. Atît în domeniul științific, cît și în cel didactic a desfășurat și o activitate de management.
1978-1979
Este milițian în Batalionul operativ de patrulă și santinelă din Chișinău. Îl are ca comandant pe Ștefan Vârlan, pe care îl apreciază drept profesionist și om cu suflet mare. El a fost acela care a insistat să-și continue, cât mai curând, studiile la una dintre instituțiile de învățământ ale Ministerului Afacerilor Interne. Alegerea a căzut asupra Școlii Superioare de Anchetă Penală din Volgograd, una dintre cele mai prestigioase instituții de învățământ din sistemul de interne al U.R.S.S.
1979-1983
Își face studiile la Școala Superioară de Anchetă Penală din Volgograd. Aici se formează ca specialist în domeniul polițienesc și juridic. În memorie rămîne adînc întipărită perioada anului I de studii, care s-a consumat în principal în cadrul pregătirii pentru asigurarea ordinii și securității la Jocurile Olimpice din vara lui 1980 de la Moscova și activitatea educativă cu minorii delincvenți care se aflau la evidență în organele de drept. În baza Școlii Superioare de Anchetă Penală din Volgograd este formată o unitate, a cărei responsabilitate extraordinară va consta în escorta sportivilor și delegațiilor oficiale. Din acest motiv procesul de studii este redus la minim, în schimb pregătirea specială este realizată la nivelul trupelor antitero. Cursanții sunt trecuți la regim de cazarmă, și sunt supuși unui antrenament intens: curse zilnice de 6–10 km, exerciții de tragere în orice condiții, antrenamente de luptă corp la corp efectuate după un program special, studiu intens a două limbi străine, precum și pregătire psihologică pentru activități în condiții extreme. După cum avea să remarce însuși Valeriu Bujor: „instruirea și experiența primită în acea perioadă m-a servit și m-a ajutat în multe situații dificile”. Pentru merite în serviciul de escortă, pe parcursul Jocurilor Olimpice, a fost distins cu premiu bănesc și mențiune a ministrului afacerilor interne al U.R.S.S. În perioada de studii, cursantul Valeriu Bujor este apreciat cu insigna „Milițian eminent”.
1983-1988
Activează în cadrul Școlii Superioare de Anchetă Penală din Volgograd. Deține următoarele funcții:
- șef al Cabinetului metodic al Catedrei de criminalistică,
- locțiitor al secretarului Comitetului comsomolist pentru lucrul cu studenții străini al Ș.S.A.P.,
- secretarului Comitetului comsomolist al Ș.S.A.P.,
- lector cumulard la Catedra Criminologie și profilaxie a infracțiunilor (în paralel cu activitatea din comsomol),
- lector titular la Catedra Criminologie și profilaxie a infracțiunilor.

În calitate de locțiitor al secretarului comitetului comsomolist pentru lucrul cu studenții străini (din 1984), patronează activitatea a circa 900 de studenți din țările lagărului socialist și cele în curs de dezvoltare (Africa, Asia și America Latină), avînd drept sarcină educația internaționalistă. Activitatea cu studenții din alte țări și duhul democratic ce persista în organizațiile comsomoliste primare îl face să pună la îndoială multe lucruri ce țineau de sistemul socialist, care trebuia să fie perfecționat, în viziunea criminologului în formare, și eliberat de conducătorii care și-au pierdut simțul realității. Colonelul Gorbuza a fost cel care, după ce îl ascultă cu atenție, îl roagă, ca pe un fiu, să nu-și exprime în public gândurile ce îl frământă, măcar câțiva ani, în așteptarea unor schimbări în societate. Într-adevăr, între timp încep a pleca din viață secretarii generali ai P.C.U.S.: Leonid Brejnev, Cernenco și Andropov. Venirea fiecăruia din ei era așteptată cu speranța într-o schimbare socială majoră, dar... sistemul rămânea același. Prestația lui Andropov pare promițătoare, el însă, bolnav deja, nu reușește să realizeze nimic. Tînărul Bujor acceptă (1985) funcția de secretar al organizației comsomoliste din Ș.S.A.P., fiind ferm convins că ea îi va permite să influențeze considerabil procesele din oraș și din regiune, precum și să schimbe starea de lucruri din interiorul școlii. Întitulează programul de activitate în calitate de secretar: О перестройке деятельности комсомольской организации ВСШ МВД СССР (Despre restructurarea activității organizației comsomoliste a Ș.S.A.P. a M.A.I. al U.R.S.S.), evenimentul se consuma pînă la lansarea ideii de perestroika de către Gorbaciov. Părăsește această funcție în septembrie 1987, după ce intră, ghidat fiind de aspirații reformiste, în conflict iremediabil cu Partcomul și Politotdelul instituției, structuri conduse de comuniști conservatori. Salvându-l de răzbunarea acestora, comandantul Ș.S.A.P., generalul Anatol Gavrilov, îl numește, fără consențământul acestora, lector la Catedra Criminologie și profilaxie a infracțiunilor, spunându-i că este totul ce îi stă în puteri să facă pentru el. În același an generalul a fost el însuși destituit din funcție, Valeriu Bujor se afla însă deja la adăpost de pericolul iminent.
1988-1991
Este aspirant la specialitatea criminologie în cadrul Academiei Ministerului Afacerilor Interne al U.R.S.S. Probele de concurs la doctorat (adiunctura) au fost extrem de exigente, desfășurîndu-se pe durata a 30 de zile. În final, au fost înmatriculați, în acel an, la specializarea – criminologie, 12 persoane din Rusia, Ucraina, republice baltice și cele asiatice. În 1991 își încheie studiile de doctorat, obținînd diploma de cercetător științific cu specializare în criminologie. Teza de doctorat o va susține mai tîrziu, mai exact în 1992, după prăbușirea Uniunii Sovietice și a sistemului comunist.
1986-1991
Participă activ în lucrările Biroului criminologic coordonator al U.R.S.S., condus de criminologul Azalia Dolgova. În octombrie 1991 în baza acestuia este fondată Asociația de criminologie a U.R.S.S., al cărui membru devine.
1991-1999
Începe activitatea la Academia Națională de Polițe „Ștefan cel Mare”, recent constituită în tînărul stat independent – Republica Moldova. Exercită funcțiile de:
- lector, catedra Drept penal și criminologie (1991-1993);
- lector superior, Catedra Drept penal și criminologie (martie 1993 - octombrie1994) și secretar al Consiliului didactico-științific al Academiei Naționale de Poliție (1993-1994);;
- șef al Serviciului cercetări științifice, redactare și editare (1994-1995); conferențiar universitar
- șef al Centrului de cercetări științifice (1995-1997) și conferențiar universitar la catedra Drept penal și criminologie;

prorector pentru știință și integrare interuniversitară și, concomitent, șef al Centrului de cercetări științifice (1997-1999), 
- prin cumul intern - conferențiar universitar la catedra Drept penal și criminologie.
- colaborator științific principal al Centrului de Cercetări științifice (1999).

Intră în colectivul academiei la 1 octombrie 1991, un colectiv ce se afla abia în curs de formare și în care va rămîne până în octombrie 1999. Inițial cerințele față de titularii funcțiilor prevăzute la catedre erau foarte înalte. De exemplu, Valeriu Bujor a exercitat funcția de lector, prima treaptă în ierarhia universitară (funcția de lector-asistent nu exista) chiar și după susținerea tezei de doctorat, timp de încă un an de zile. Va fi o perioadă dificilă, dar „interesantă”, după aprecierea criminologului, căci „totul ce se făcea se făcea ca prima oară, cu greșeli, eșecuri și pierderi, dar a fost o experiență extraordinară, care mi-a servit din plin mai târziu”. În calitate de secretar al Consiliului didactico-științific al Academiei Naționale de Poliție (1993-1994) depune eforturi pentru impulsionarea activității științifice în cadrul instituției, pînă atunci, practic, inexistentă, avînd, în acest sens, și posibilitatea de influență colectivă. Se concediază de la Academia de Poliție la 19 septembrie 1999, în momentul în care își dă seama că potențialul lui de cercetător și organizator nu poate fi valorificat în sistemul organelor afacerilor interne.
1995
Din acest an și pînă în prezent Valeriu Bujor este președinte al Asociației Independente de Criminologie din Republica Moldova. Sub conducerea președintelui Bujor, această primă organizație criminologică va constitui inițiatorul diverselor inițiative criminologice și reuniuni științifice, la a căror realizare va participa, precum și fondatorul primelor instituții cu caracter criminologic: Colegiul de Criminologie (1995) și Universitatea de Criminologie (1998). Exercită pînă în 1998, în calitate de activitate obștească, atribuțiile de director al Colegiului de Criminologie. Colegiul instruia juriști cu o aprofundă pregătire criminologică. De asemenea, absolvenților li se înmâna certificatul de specialist în serviciul nestatal de securitate, pază și detectivi. În cadrul colegiului erau desfășurate cursuri de bodygarzi și serviciul de pază.
1996
În acest an activează în calitate de expert pentru problemele controlului asupra criminalității al Consiliului Europei, reprezentînd Republica Moldova.
1997
În acest an este ales în calitate de președinte onorific al Asociației Tinerilor Juriști Cercetători, fiind autorul creării acesteia și participant la viața și activitatea ei. Ulterior această organizație obștească se reorganizează, devenind Alianța pentru Promovarea Dreptului.
1999-2000, 2001-2004
Își desfășoară activitatea de bază la Universitatea de Criminologie din Moldova, execitînd funcțiile de:
- rector și
- șef al Catedrei Criminologie și drept penal (cumul intern).

Pentru a facilita accesul populației rurale la învățămînt, creează reprezentanțe de învățământ liceal și superior de scurtă durată în șase localități: Bălți, Căușeni, Comrat, Edineț, Ungheni și Soroca. Datorită managementul excelent obține prezența la studii a 3719 de tineri și tinere, inclusiv: învățământ universitar – 2322 studenți, superior de scurtă durată (colegiu) – 582, învățământ liceal – 815. Pînă la distrugerea instituției (2003), au absolvit: Liceul Teoretic de Drept al Universității de Criminologie din mun. Chișinău – 346 elevi; Colegiul Universității de Criminologie din mun. Chișinău – 448 studenți; Departamentul Drept al Universității de Criminologie (specializare în drept penal) – 315 studenți; reprezentanțele universității: 194 – la colegiul și 130 la liceul. Înscrie la masterat 30 de ascultători. În total au absolvit diferite trepte de instruire în cadrul Universității de Criminologie 1463 persoane. Cooptează 43 de specialiști cu o vechime de peste 20 de ani de activitate în organele de drept, în total instituția avea 352 de angajați. O atenție deosebită acordă bibliotecii, care adună fonduri impresionant, mai exact peste 24 de mii de exemplare de carte. Fidel orientărilor scientiste, acordă o atenție deosebită activității de elaborare a materialelor didactice și de cercetare științifică. În acest scop, este creat un centru editorial și sunt alocate fonduri pentru publicarea materialelor didactice. Astfel, în perioada 1998–2003, angajații Universității de Criminologie publică circa 290 de titluri, dintre care 47 lucrări metodice, 199 articole științifice, 41 manuale și monografii, cu un volum total de 670 coli de autor. Totodată, sunt organizate 14 conferințe: la nivel de catedre, universitare și internaționale, în care se discută probleme stringente ce țin de prevenirea și contracararea criminalității . Creează Centrul de cercetări științifice, iar apoi, în baza acestuia, Departamentul Știință, în cadrul căruia funcționează Laboratorul de criminologie și politică penală. Sub cupola acestei instituții educă o nouă generație de criminologi, organizează o intensă activitate de cercetare științifică, inclusiv criminologică, și de elaborarea a materialelor didactice pe care le editează pe contul instituției, desfășoară reuniuni criminologice, precum și susține, în primii ani, editarea Revistei de criminologie, drept penal și criminalistică. Tot în cadrul acestei instituții va demara, în premieră națională, o serie de cursuri de criminologie.
2001
Activează la Institutul de Filozofie, Sociologie și Drept al Academiei de Științe a Moldovei, Secția Stat și drept, în calitate de:
- colaborator științific coordonator,
- secretar științific al Consiliului științific specializat.

2003
Din acest an, este redactor-coordonator al Revistei naționale de criminologie, drept penal și criminalistică.
2004
După distrugerea Universității de Criminologie se angajează ca profesor universitar interimar la catedra Drept Public a Universității de Stat „Alecu Russo” din Bălți, unde activează pînă în prezent.
2004
Din acest an și pînă în prezent este președinte al Asociației Criminologilor din Republica Moldova.
2004
În condițiile unei obstrucționări intransigente și sistematice pe meleagurile natale, pleacă peste hotare, mai exact în Ucraina, la Institutul de Transport Fluvial din Ismail (sudul Basarabiei), unde deține următoarele funcții:
- șef de catedră;
- prorector pentru știință;
- rector-interimar;
- președinte.

2006
În cursul acestui an, activează în cadrul Universității Libere Internaționale din Moldova în calitate de șef al Catedrei Drept penal și criminologie, iar ulterior devine, prin cumul, director al Institutului de Cercetări în Domeniul Protecției Drepturilor Omului.
2006
Revine la deja Institutul de Istorie, Stat și Drept al Academiei de Științe a Moldovei, în funcție de colaborator științific superior în Secția Drept național, în care activează, prin cumul, pînă în prezent.
Alte activități:
- director al instituției obștești Centrului de Studii Comparative în Științe Juridice;
- membru al colegiului de redacție al Revistei de filosofie și drept și al revistei Legea și viața;
- membru al comisiei specializate de acreditare a instituțiilor de învățământ din Republica Moldova, compartimentul: drept;
- membru al asociațiilor de criminologie din Federația Rusă și din Ucraina;
- conducător de teze de masterat și doctorat.

## Activitatea criminologică
Formarea criminologică și-o începe la Școala Superioară de Anchetă Penală (Ș.S.A.P.) a M.A.I. al U.R.S.S. (Volgograd), sub bagheta științifică a lui Anatolii Gorbuza, căruia îi va rămîne recunoscător întreaga viață. Tînărul Bujor este ales, în perioada studiilor, în Comitetul comsomolist al instituției elitare de anchetatori, fiind responsabil de activitatea de profilaxie în rândurile minorilor din orașul situat pe malurile fluviului Volga. În anul trei ascultă cursul de criminologie ținut de criminologul Dimitrie Sokolov. Influența cursului de criminologie și activitatea cu minorii delincvenți îl face să se intereseze de problematica criminologică. În anul III de studii (1982), vine cu primul raport științific la o conferință anuală a cursanților, eveniment care se va dovedi crucial pentru parcursul său criminologic. Valeriu Bujor își amintește despre acel moment astfel:
„Raportul nu a fost cel mai reușit, dar problema abordată și modul de tratare la interesat pe șeful Catedrei de criminologie și profilaxie a infracțiunilor, colonelul Anatolii Gorbuza, care m-a invitat să particip la lucrările seminarului criminologic pe care dumnealui îl conducea. Acest eveniment a fost decisiv în formarea mea de mai departe ca criminolog.”
După absolvire, este repartizat la serviciu în Ș.S.A.P. a M.A.I. al U.R.S.S., fiind unicul moldovean care s-a învrednicit de o asemenea apreciere. Aici își începe activitatea didactică în domeniul criminologiei, mai întîi ca lector cumulard, iar apoi ca lector titular la Catedra de criminologie și profilaxie a infracțiunilor. Întrucît era arhidificil a găsi literatură criminologică, în afară de câteva manuale întocmite conform dogmelor ideologiei comuniste, unica sursă de inspirație criminologică erau discuțiile private, la fazenda criminologului Anatolii Gorbuza.
La catedră domnea o atmosferă creativă, care devenea însă tot mai tensionată. Criminologii se împărți-se în două tabere: cei care promovau o nouă criminologie bazată pe paradigma sociologică (Gorbuza, Bolișakov și Bujor) și cei care apărau criminologia sovietică tradițională (Sokolov, Krâlov și Sibiriakov). Îmbătați de aerul perestroikăi, izbucneau din ce în ce mai frecvent dispute publice între oponenții acestor două orientări. Iată cum descrie însuși Valeriu Bujor acele evenimente:
„Ce idei susțineam și promovam noi, cei care pledau pentru o nouă criminologie? Astăzi pare ridicol, dar atunci promovarea unor asemenea idei putea avea consecințe serioase, pe care nu le conștientizam, dar poate că așa a fost dat să se manifeste lupa dintre noua și vechia criminologie.
Primul lucru pe care l-am afirmat noi a fost respingerea principiului de partid în știința criminologică. Consideram că știința nu poate fi burgheză ori socialistă, ea trebuie să fie bazată pe metode științifice, nu pe dogme ideologice. Știința trebuie să servească adevărul, care la rândul său nu poate fi pus la vot.
Al doilea postulat promovat de noi consta în afirmația că însăși sistemul socialist conține în sine cauzele criminalității, că contradicțiile existente în acest sistem generează în rate crescânde criminalitatea din țară.
Printre cele promovate se afla critica factorilor de decizie care neglijau recomandările științifice vizând combaterea criminalității. În plus, am criticat crud practica de luptă cu beția și alcoolismul, arătând consecințele negative ale acestei companii.
Cred că argumentele oponenților noștri s-au epuizat, ori poate ei nu posedau o altă practică de rezolvare a chestiunilor științifice, dar dezbaterile noastre au fost trecute în biroul secretarului Partcomului. Apoi, cineva s-a adresat chir la Comitetul Central al P.C.U.S. În consecință, Catedra de criminologie și profilaxie a infracțiunilor a fost desființată, șeful catedrei, colonelul Gorbuza, fiind pus în situația de a se pensiona. Bolișakov a fost plecat într-o altă instituție, iar eu, pentru a fi reeducat, și cred, pentru a fi ferit de consecințele răfuielilor ce se așteptau, am fost trimis să studiez criminologia la Moscova.”
Pe atunci Valeriu Bujor, probabil, nici nu bănuia că discuțiile criminologice incendiare vor reizbucni, ba chiar se vor inflama, la decenii după prăbușirea comunismului, deja la baștină, doar că pe baricadele opuse se vor afla nu criminologi, ci penaliști, criminaliști, procesualiști și alți juriști specializați în domeniul penal, iar în vîltoarea evenimentelor vor fi purtați, de această dată, elevii săi, noua generație a criminologilor, formată în perioada de tranziție, postcomunistă .
Devine aspirant la 1 octombrie 1988, în cadrul Catedrei de criminologie și organizare a activității de profilaxie a infracțiunilor, precum și ascultător la cursurile specializate din cadrul Facultății de pregătire a cadrelor didactico-științifice a Academiei Ministerului Afacerilor Interne al U.R.S.S. Catedra era condusă de criminologul Anatolii Alexeev, care mai tîrziu va deveni comandant al Academiei.
Tînărul criminolog se pomenește într-o atmosfera academică creativă. Îi are ca profesori, consultanți sau îndrumători pe criminologii și penaliștii Alexeev, Babaev, Igoșev, Grișanin, Minkovskii, Pobegailo, Rivman, Gauhman, Solopanov, Pleșakov ș.a. În afară de aceștia, participînd la ședințele Biroului criminologic coordonator din U.R.S.S., are rara posibilitate de a-i asculta, de a discuta și chiar de a polemiza cu criminologii Antonean, Avanesov, Saharov, Kuznețova, Kudreavțev, Karpeț, Dolgova, Bluvștein și alți criminologi cu renume în lumea științifică. Valeriu Bujor mărturisește că „anume acest anturaj în cele din urmă m-a format ca criminolog”.
În afară de viii purtători ai ideilor criminologice, are acces liber la fondurile bogate ale bibliotecilor muscovite și, în primul rînd, ale bibliotecii „Lenin”. Își formează abilități de citire rapidă care îi vor permite să devoreze efectiv numeroase volume de literatură criminologică. Nu se limitează însă la această materie, ci studiază multe alte discipline științifice, îmbogățindu-și considerabil orizontul științific și cultivîndu-și o gîndire profundă. Studiază lucrările lui Platon, Aristotel, Hegel, Kant, Plehanov, Bakunin, Marx, Cesare Lombroso, Enrico Ferri, Ad. Quételet, Herbert Spencer, Pitirim Sorokin, Mihailovskii, List, Taganțev ș.a. Răsfoiește cu aviditate toate revistele de drept editate atît după, cît și pînă la revoluția din Octombrie, finalizînd cu anul 1990. Totodată, studiază minuțios toate tezele de doctorat și monografiile din fondurile bibliotecare, publicate sau litografiate în perioada 1947-1990, la tema tezei de doctorat.
Dincolo de lecții și lucrul în biblioteci, frecvent doctorandul Bujor și colegii săi erau trimiși în deplasări pentru efectuarea de cercetări criminologice pe teren, erau permanent incluși în componența diferitelor echipe de experți care cercetau, analizau, prognozau și propuneau masuri de contracarare a diferitelor tipuri de infracțiuni. Valeriu Bujor lucra în grupul însărcinat cu problemele vizînd manifestările și tendințele criminalității de grup și a infracțiunilor de mare violență. Devine unul dintre autorii Legii cu private la miliție. Astfel fiind organizate studiile, cunoștințele teoretice erau cristalizate prin aplicații practice.
Deoarece perioada studiilor era bogată în evenimente politice care se derulau pe întreg spațiul sovietic, inclusiv în Moscova, permanent avînd loc pichetări, demonstrații, mitinguri, acte de violență împotriva autoritarilor, frecvent doctoranzii Academiei M.A.I. al U.R.S.S. erau antrenați în activități de menținere a ordinii publice. Referindu-se la acea perioadă tumultuoasă, Valeriu Bujor menționează:
„Adesea era greu de înțeles pe cine și de cine trebuie să-i apărăm – puterea de popor s-au poporul de autoritari? Am fost și martor ocular al evenimentelor din august 1991, soarta ferindu-ne de implicări în operațiuni de forță, grație eforturilor generalului Alexeev”.
În perioada studiilor la doctorat, Valeriu Bujor își dezvoltă un sistem propriu de gîndire criminologică, ce va influența considerabil, ulterior, viziunea școlii criminologice de la Chișinău.
În septembrie 1991, este discutată la catedră și recomandată spre susținere teza doctorandului Bujor – Криминологический анализ и предупреждение тяжкой насильственной преступности. În acest fel era îndeplinit integral programul de instruire, fiindu-i înmînată diploma de cercetător științific cu specializare în criminologie. Din punct de vedere juridic, Valeriu Bujor este recunoscut drept criminolog. Consecvent convingerilor sale științifice și criminologice, Valeriu Bujor refuză de a susține teza de doctorat, dat fiind faptul că ignora existența criminologiei sovietico-socialiste. Acest fapt l-a ofensat profund pe conducătorul lui științific, care însă „mi-a iertat aceste declarații”.
De fapt, Valeriu Bujor a fost primul moldovean care a făcut criminologie în cadrul Catedrei de criminologie și organizare a activității de profilaxie a infracțiunilor a Academiei Ministerului Afacerilor Interne al U.R.S.S., cea mai prestigioasă instituție de învățămînt din sistemul afacerilor interne. Peste vreo cincisprezece ani, discipolul său, Sergiu Ilie, va călca pe urmele mentorului său și va pleca să-și susțină teza de doctorat la aceiași instituție și în același domeniu științific, intuind procesele negative din știința autohtonă și dificultățile de care se vor lovi criminologii în timpul apropiat .
La îndemnul plaiului natal către feciorii ei de a reveni la baștină, decide să se întoarcă acasă, fiindu-i acceptat raportul prin care cerea să i se permită continuarea serviciului în cadrul organelor afacerilor interne moldovenești. Este repartizat ca lector la Academia Națională de Poliție „Ștefan cel Mare”. Valeriu Bujor își amintește:
„Soarta tezei nu mă mai interesa, dar așa a fost dat să fie ca la sfârșit de decembrie (26) 1991 Uniunea Sovietică sa se destrame oficial. Chiar în ajun de Anul Nou m-a sunat la serviciu profesorul Babaev și m-a rugat sa mă prezint de urgentă la Academie. La 02.01.1992 eram deja la Moscova.
Profesorul Babaev, în prezența comandantului Academiei, A. Alexeev (acesta mai era și Președinte al Consiliului științific specializat), mi-a propus să aleg ziua susținerii tezei: 4 sau 19 martie 1992. Am acceptat, ramînînd surprins de preocuparea și implicarea acestor personalități remarcabile în soarta unui tînăr moldovean.
La întoarcerea mea la Chișinău, i-am raportat comandantului Academiei Naționale de Poliție, domnului Tudor Roșca, despre discuție și termenul susținerii tezei. Gratie acestuia, mi-au fost create cele mai favorabile condiții, care au permis să mă pregătesc de susținerea tezei. Motivul era că teza o va susține nu pur și simplu Bujor, ci reprezentantul Academiei Naționale de Poliție și al Republicii Moldova.
Prin susținerea tezei am fost stigmatizat (și definitiv format) ca criminolog profesionist. Persistau toate elementele necesare pentru a recunoaște acest fapt: autoaprecierea ca criminolog, pregătirea criminologică profesională, susținerea tezei și primirea diplomei de cercetător.”
Revenit la baștină, Valeriu Bujor își pune în aplicare, cu ardoare, abnegație și tenacitate, visul de a crea o școală criminologică autohtonă. Nu numai că a reușit să-și vadă visul împlinit, dar a contribuit la dezvoltarea criminologiei autohtone într-o măsură mult mai mare decît crearea unei școli științifice.
Își începe activitatea criminologică în arealul național prin predarea Cursului de anti-criminologie sovietică în cadrul Academiei Naționale de Poliție „Ștefan cel Mare”, cu care îi fascinează pe studenții primei promoții. Prin acest curs încearcă cu succes de a deschide calea spre o criminologie ruptă de dogmele ideologiei comuniste și de a educa minți pentru o nouă societate, ce se ivea din ruinele socialismului în agonie. Va deveni, aproape instantaneu, un profesor admirat pentru gîndirea sa profundă, critică și plină de originalitate.
Este primul specialist, nu numai care posedă diplomă de criminolog, ci și care se autodefinește ca criminolog . Actualmente putem vorbi, grație eforturilor premergătorului criminologiei autohtone, despre o pluralitate stabilă a criminologilor. Mai mult decît atît, pe lîngă criminologi de facto, deci, care au îmbrățișat domeniul criminologiei drept activitate de bază, au apărut și criminologi de jure, adică specialiști cu diplome respective.
Conștient de imposibilitatea existenței unei școli de criminologie fără un cerc de criminologi care să împărtășească aceiași viziune criminologică, organizează un cerc științific studențesc, a căror membri vor forma nucleul viitoarei școli criminologice și îl vor însoți în constituirea și dezvoltarea criminologiei autohtone, printre care Octavian Bejan, Sergiu Ilie, Igor Ursan sau Sergiu Casian. Totodată, el le cultivă pasiunea pentru cunoașterea științifică, le relevă importanța cercetării criminologice pentru activitatea anticrimă, precum și îi îndrumă spre descoperirea științei criminologice. Pe lîngă activitatea din cadrul cercului științific, lucrează individual cu fiecare dintre studenții interesați, prezentîndu-le gîndirea criminologică și științifică, oferindu-le lucrări pentru lectură, urmate de discuții pe marginea ideilor exprimate de autori, îndrumîndu-i în elaborarea tezelor de an și a rapoartelor la conferințele studențești etc. Aceste discuții aveau loc în cele mai diferite condiții: la catedră, în sălile de studii sau acasă la profesor. Ele aveau un efect instructiv cu totul deosebit, dar și constituiau o educație ce se sprijinea pe forța exemplului de pasiune, dăruire și entuziasm. Practic, aleșii lui Bujor, făceau încă o facultate de criminologie, după un program separat, dar prin metode mult mai eficace decît cele practicată în academie. Mai mult deîct atît, propune ca studenții eminenți ai din anii superiori să aibă posibilitatea să predea celor din anii primari. Din păcate, grosul corpului profesoral și conducerea instituției. Tot el propune ca tezele de licență ce se disting prin originalitate și inovație să poată fi apreciate cu titlul de doctor în știință. Și această idee n-a fost acceptată de un mediu prea conservator, imitativ și lipsit de spiritul de creație cutezătoare.
Inițiază și participă activ la organizarea primelor conferințe științifice studențești, rapoartele prezentate de îndrumații săi stîrnind polemici aprinse, inclusiv cu cadrele didactice din domeniile tangente, în special din dreptul penal . Valeriu spune, peste ani:
„Sarcina pe care o vedeam era de a selecta și apoi de a forma criminologi pe o nouă paradigmă științifică – cea sociologică. Nu doar intuiam dar și știam că de unul singur paradigma dogmatico-normativistă în criminologia autohtonă nu va fi depășită. De fapt, procese similare de trecere a criminologiei sovietice la o nouă paradigmă, se derulează în tot spațiul ex-sovietic.”
Depune eforturi continue de a promova activitatea științifică pe prim planul vieții Academiei Naționale de Poliție: discută cu colegii, vine cu inițiative, caută susținători, precum și abordează acest subiect la ședințele Consiliului didactico-științific (1993-1994), al cărui secretar era, și ale Senatului. La una dintre ședințele senatului, va spune:
„Eu nu o să mă opresc îndelung la însemnătatea și necesitatea activității științifice în cadrul școlii superiore. O să citez doar, cu permisiunea dvs., acea citată a marelui Eminescu, cu care mi-am finalizat raportul la ședința din martie: „Științele fundamentale, spunea Eminescu, sunt adevărata comoară a unei națiuni; după produsele sale științifice se cîntărește valoarea vieții unui popor pe pămînt”.
Parafrazînd cele spuse de marele nostru pămîntean, se poate de concluzionat că respectul față de Academie, în mare măsură, depinde și de faptul cum este realizat potențialul științific, de faptul care este capacitatea Academiei de a rezolva problemele actuale ale combaterii criminalității.”
În 1994 publică faimosul articol Cuvînt în apărarea criminologiei, care anunță începuturile constituirii criminologiei autohtone. De asemenea, această lucrare este prima care pune în discuție probleme ce țin de criminologie ca știință și rolul ei în societate și în activitatea anticrimă. Vom cita un pasaj elocvent din această lucrare de temelie:
„Cu regret, Moldova rămîne una din puținele țări (ce pretinde a se înscrie în lumea civilizată) unde nu se fac investigații criminologice fundamentale și nu există nici o instituție sau un centru criminologic. În acest domeniu Moldova nu pregătește cadre și nu voi fi departe de adevăr menționînd că criminologul-investigator este una din cele mai rar întîlnite profesii în republică.”
Pe 11 iulie 1994 este creat Serviciul de cercetări științifice, redactare și editare, a cărui șef este numit la 21 octombrie a aceluiași an . Probabil că entuziasmul manifestat în promovarea și realizarea activității științifice au determinat conducerea academiei și a Ministerului Afacerilor Interne de a-l numi în această funcție, pe care a deținut-o până la 1 septembrie 1995. Primul șef al serviciului, își propune următoarele obiective: crearea bazei normative de organizare și dirijare a activității științifice în cadrul Academiei, canalizarea eforturilor catedrelor întru realizarea sarcinilor practice ale organelor de drept vizând combaterea criminalității, precum și antrenarea studenților în activitatea științifică.
Între timp, grație eforturilor comandantului Tudor Roșca și ale prim-locțiitorului Dumitru Baltag, în cadrul academiei este fondat Centrul de cercetări științifice, al cărui șef este confirmat, prin ordinul M.A.I., Valeriu Bujor. Evenimentul are loc în vara anului următor, serviciul fiind reorganizat, la sugestiile conducătorului său, care era conștient de faptul că este nevoie nu numai de o structură care să organizeze activitatea științifică a instituției, ci și de una care să desfășoare propriu-zis, în mod profesionist, specializat, cercetări științifice și, în primul rînd, criminologice. Era absolut firesc ca noua structură să efectueze cercetări criminologice, deoarece anume această știință poate elabora strategia de activitate anticrimă, efectuează analize ale stării criminalității și ale factorilor criminogeni, precum și dobîndește cunoștințe ce constituie fundamentul conceptual pentru alte domenii importante, cum ar fi, de exemplu: dreptul penal, criminalistica sau activitatea operativă de investigații.
Toată activitatea de mai departe a lui Valeriu Bujor, în cadrul academiei, va fi legată de această subdiviziune: în calitate de prorector pentru știință și integrare interuniversitară al Academiei de Poliție „Ștefan cel Mare” și, concomitent, șef al Centrului de cercetări științifice (1997-1999), iar ulterior - colaborator științific principal al C.C.Ș. (1999).
O dată cu apariția Centrului de cercetări științifice este constituită prima unitate de cercetare criminologică din spațiul autohton, în laboratoarele cărora vor fi efectuate numeroase cercetări criminologice, fundamentale și aplicative . Astfel, pînă în anul 2001, au fost publicate 71 de lucrări științifico-didactice (monografii, studii, ghiduri, articole științifice etc.), majoritatea dinte ele fiind de criminologie . Totodată, aici vor apărea și se vor forma primii cercetători de meserie, specializați în cunoașterea criminologică: Octavian Bejan, Sergiu Ilie, Valeriu Țurcan, Igor Ursan, Sergiu Casian și Gheorghe Botnaru.
Valeriu Bujor relatează despre activitatea de conducător al Centrului de cercetări științifice:
„Din primele zile de activitate în această postură, m-am străduit să completez cu cele mai bune cadre Centrul, fiecare candidat trecând un concurs extraordinar, ca în consecință cei mai capabili, cu o ținută morală impecabilă, devotați științei și adevărului să completeze acel colectiv, unic în felul său. Sarcina de bază consta în a forma o echipă care ar fi capabilă să rezolve orice sarcină și, principalul, capabilă să se mențină ca echipă pentru o perioadă nedeterminată, chiar și în cazul în care centul n-ar mai exista. Astăzi pot constata că obiectivul trasat a fost realizat.”
Tot Valeriu Bujor este cel care publică primele lucrări metodologice și fundamentale: Cuvînt în apărarea criminologiei, Cu privire la asigurarea științifică a combaterii criminalității, Esența fenomenului crimă (criminalitate), Bazele statisticii criminologice, О сущности преступности  sau Групповая преступность: методологические основы изучения и классификации.
Savantul dezvoltă și completează substanțial teoria grupurilor criminale, conceptul violenței criminale și criminologiei penitenciare, precum și conceptul de securitate criminologică . Este primul dintre cercetătorii autohtoni care într-o teză de doctorat a abordat problema esenței criminalității organizate . Lansează în circuitul criminologic o legitate criminologică , noțiunile: forme de manifestare a infracționalității de grup , un coeficient al violenței și un coeficient al destructivității criminale . De altfel, interesele criminologului se răsfrâng asupra întregii problematici criminologice, în cele mai frecvente cazuri antrenați fiind și discipolii săi.
Aria intereselor savantului a depășit criminologia, Valeriu Bujor realizînd o serie de studii în dreptul penal și teoria generală a dreptului , vine cu propuneri de lege ferenda, iar în coautorat cu profesorul Victor Guțuleac lansează un comentariu al Codului penal al Republicii Moldova (partea generală) .
Vorbind despre cercetările științifice realizate, criminologul Gheorghe Botnaru constată că „spre deosebire de mulți savanți și pseudosavanți autohtoni, V.Bujor a reușit să elaboreze cu adevărat lucrări științifice inovatorii atît la nivel național, cît și internațional”. Într-adevăr, nimeni dintre criminologi și, din cîte cunoaștem noi, nimeni dintre cercetătorii din domeniul științelor penale, nu a publicat și n-a fost solicit atît de mult în străinătate ca acest savant eminent.
După ce constată cu stupoare că în societate, chiar și printre practicienii din organele de drept, există o confuzie între criminologie și criminalistică, propune inițierea rubricii „Criminologia: teorie și practică” în revista „Legea și viața”, pentru familiarizarea cititorului cu materia criminologică, rubrică în care publică o serie de lecții de criminologie. Iată explicația dată de autor și redacție la debutul rubricii în cauză:
„Prin rubrica respectivă intenționăm să inaugurăm un ciclu de materiale cu genericul enunțat. O rubrică privind rolul, rostul criminologiei în societatea noastră, urmările nefaste în cazul neglijării ei. Ne-am dori realizarea ei în comun cu Dvs., stimați juriști practicieni și teoreticieni. Ar fi bine ca această rubrică să ne devină un condrumeț în această învălmășală socială, unde fiecare zi de rînd cu probleme și nereușite aduce cu sine multe întrebări fără răspunsuri. Invităm la discuția inaugurată pe toți cei care au ce spune la acest capitol. Rămînem cu speranța că opiniile Dvs. vor face lumină în această problemă care urmează a fi soluționată de urgență.
Articolul semnat de criminologul Valeriu BUJOR, doctor în drept, lector superior la catedra dreptul penal și criminologia la Academia Națională de Poliție „Ștefan cel Mare”, deschide ciclul nominalizat.” 
Simțind chingile sistemului birocratic de stat, vine cu inițiativa și realizează înființarea, în 1995, a unei organizații de criminologie care să dispună de libertatea vitală de acțiune și de capacitatea de a acționa și pe plan social, în calitate de subiect distinct, fiind ales președinte al Asociație Independente de Criminologie din Republica Moldova.
Ulterior, devine președinte și a Asociației Criminologilor din Republica Moldova, creată în 2004.
Pentru a permite tinerilor criminologi să se poată manifesta liber, sugerează crearea unei organizații științifice de tineret – Asociația Tinerilor Juriști Cercetători, a cărei componentă criminologică va fi esențială în activitatea organizației, fiind ales drept președinte onorific al acesteia. Valeriu Bujor se implică energic în activitatea noii organizații, prin sfaturi, sprijin moral și de alt ordin, inclusiv material. Existența acestei organizații va face posibilă elaborarea și editarea unor lucrări de criminologie.
În lucrările sale, Valeriu Bujor abordează nu numai problemele fundamentale ale criminologiei, ci și cele legate de starea curentă a criminalității, situația criminogenă și criminologică, precum și prioritățile în activitatea anticrimă .
Totodată, întru sensibilizarea opiniei publice asupra pericolului criminalității și lipsei suportului criminologic în activitatea anticrimă, propune și participă activ la organizarea unor conferințe naționale și internaționale privind criminalitatea. Este vorba, mai întîi, de Conferința științifico-practică republicană Strategia combaterii criminalității organizate în Republica Moldova, desfășurată în perioada 23-24 mai 1996, iar apoi de Conferința științifico-practică republicană Criminalitatea organizată și economia tenebroasă în Republica Moldova, care a avut loc la 26 februarie 1999, ambele sub egida Ministerului Afacerilor Interne, Academiei de Poliție „Ștefan cel Mare”, Asociației Independente de Criminologie și Fundației „Soros-Moldova”.
De asemenea, deja în incinta Universității de Criminologie, la inițiativa lui și cu participarea Consiliului Europei, Ministerului Justiției, Asociației Independente de Criminologie au loc conferințele internaționale: Rolul pedepsei în societatea de tranziție, conferință științifică internațională, 14-15 februarie 2002, Chișinău; Probleme de drept în perioada de tranziție, conferință științifică anuală a profesorilor 26 aprilie 2002, Chișinău; Violența în societatea de tranziție, conferință științifică internațională, 16-17 mai 2003, Chișinău.
Valeriu Bujor este primul care a tras alarma asupra pericolului „deteoretizării problemei criminalității” . Dacă la început această problemă era legată de efectuarea activității anticrimă într-un mod intuitiv, lipsit de suport științific, în special criminologic, atunci ulterior această problemă a afectat și activitatea de cercetare științifică. Ea a început prin abandonarea pregătirii, cu frecvența la zi, a cadrelor științifice în cadrul doctoratelor, formalizarea cerințelor către susținerea examenelor de doctorat la specialitate, a continuat cu obstrucționarea tezelor de doctorat elaborate în temeiul cercetărilor criminologice teoretice și a ajuns la eliminarea din Regulamentul cu privire la funcționarea consiliilor științifice specializate și conferirea gradelor științifice și titlurilor științifice și științifico-didactice în Republica Moldova a prevederii privind cercetările teoretice, și anume: „Teza de doctorat este o lucrare științifică originală, cu rezultate teoretice și/sau experimentale noi care denotă însemnătatea aportului adus în știință de pretendentul la grad și care este elaborată în baza unor lucrări științifice publicate” (art.12, alin.(2))” .
Criminologul Gheorghe Botnaru îl caracterizează astfel pe cercetătorul Bujor:
„Este un criminolog cu o gîndire lucidă, căruia îi place să analizeze lucrurile în esența lor. Este un generator de idei și concepte. Scrie simplu, coerent și foarte profund. Este un veritabil om de știință”.
La această creionare un alt criminolog, Valeriu Țurcan, mai adaogă cîteva trăsături:
„Valeriu Bujor poate fi caracterizat ca un criminolog complet. El stăpînește pe deplin întregul arsenal al criminologiei. În marea majoritate a cazurilor are soluții concrete pentru diverse probleme din domeniul criminologic și nu numai. Cu toate că în anumite situații soluțiile păreau utopice și erau dezaprobate, acestea își dovedeau autenticitatea în viitor. Este un adevărat generator de idei, idei ce vizează atît starea de fapt cît și cu orientare strategică. De multe ori concepțiile și opiniile sale s-au regăsit în diverse acte normative sau acțiuni cu orientare criminologică”.
Știind bine că cercetarea criminologică nu se poate limita la investigațiile efectuate de cadrele didactice și unii practicieni pasionați cu cunoașterea științifică pentru a asigura necesitățile practicii de prevenire și contracarare a criminalității, Valeriu Bujor a promovat consecvent ideea înființării unor unități de cercetare criminologică, inclusiv a unui institut național de cercetare criminologică. În acest sens, au fost expediate repetat demersuri către Ministerul Afacerilor Interne, Guvern, Parlament și Președinției . Eforturile depuse s-au finalizat cu crearea Centrului de cercetări științifice al Academiei de Polițe „Ștefan cel Mare”. În anul 2000 fondează Centrului de cercetări științifice din cadrul Universității de Criminologie.
De pe pozițiile de prorector pentru știință al Academiei de Poliție „Ștefan cel Mare”, obține includerea specialității de criminologie la studiile postuniversitare specializate de „magistru”, bifînd o nouă realizare inedită pentru criminologia națională. Discipolul său, Valeriu Țurcan, va fi cel care se va mîndri cu diplomă de magistru în criminologie. De menționat că anume Valeriu Bujor și Andrei Groza au fost cei care au inițiat și au izbutit să formeze masteratul în cadrul Academiei de poliție „Ștefan cel Mare”, de altfel primul masterat din țară.
Acțiunile întreprinse de Valeriu Bujor stau și la originea fondării primelor instituții de învățămînt orientate spre o instruire aprofundată în materia criminologică. Astfel, în 1995 este creat Colegiul de Criminologie pe lîngă Asociația Independentă de Criminologie din Republica Moldova, iar în anul 1998 – Universitatea de Criminologie.
Deși ele nu au pregătit criminologi, din cauza lipsei unei asemenea profesii în nomenclatorul oficial al profesiilor, programele de studii ale acestor instituții de învățămînt prevedeau un număr sporit de ore și discipline de criminologie, ne mai vorbind de spiritul cultivat studenților și cadrelor didactice. Instituțiile în discuție au format un cadru instituțional propice activității criminologice atît pe plan didactic, cît și științific. La acestea se adaogă efectul de educare criminologică a populației țării. Este de subliniat că instituțiile menționate au alocat cercetării criminologice, dar și științifice, în general, resurse financiare fără precedent în peisajul arid al învățămîntului și științei autohtone.
După distrugerea acestor instituții de învățămînt, criminologul Valeriu Bujor își dă seama, ceea ce s-a și întîmplat, că criminologia va fi afectată în ansamblu, de aceea adresează numeroase demersuri către diferite instituții publice de resort, în speranța de a anticipa o eventuală anatemizare birocratică a criminologiei pe plan social. Iată un pasaj din unul dintre aceste demersuri:
„Rectoratul Universității de Criminologie, nu înțelege poziția actualei conduceri a ministerului și nu este de acord cu Decizia privind retragerea licenței. Cu atât mai mult că la întrebarea mea adresată vice-ministrului O. Babenco ce se petrece și cum a fost semnat și prezentat acest demers, dlui a răspuns: Я выполняю указания и.о. министра.(Îndeplinesc dispozițiile ministrului) Întreb atunci doamna ministru L. Pogolșa, a cui indicații realizași D-voastră? Eu nu cred în acele zvonuri și presupuneri care bântuie în culuoarele ministerului despre o comandă specială venită de la veriga de vârf a puterii de stat în privința instituției noastre. Doar nimeni, s-au puțini se vor încumeta să se adreseze Excelenței sale Domnului Președinte a țării, sau Prim ministrului întru dezmințirea acestor insinuații. Noi însă ne rezervăm acest drept de a apela la conducerea țării întru apărarea drepturilor și intereselor colectivului Universității de Criminologie.
Sunt convins că acțiunile întreprinse contra Universității de Criminologie nu pot fi sancționate și dorite decât de acele forțe care se tem de acel loc și rol care începe să-l joace instituția noastră în sistemul învățământului, forțe care demult întreprind măsuri întru discreditarea și distrugerea instituției.
Referindu-se la activitatea managerială a lui Valeriu Bujor, criminologul Valeriu Țurcan menționează:
„De-a lungul activității sale, Valeriu Bujor a pus în permanență accentul pe dezvoltarea științei criminologice. Aceasta se observă mai ales în perioadele cînd exercita funcții cu atribuții decizionale. În oricare din funcțiile pe care le deținea, fie de lector superior la Academia Națională de Poliție „Ștefan cel Mare”, fie de șef al Centrului de cercetări științifice, fie de prorector pentru știință la aceiași instituție, fie de director al Colegiului de Criminologie sau de rector al Universității de Criminologie, promova cu insistență și fără oboseală ideile și realizările științei criminologice.”
Este deosebit de semnificativ faptul că majoritatea dintre cei care activează astăzi pe făgașul criminologiei au fost educați sau determinați să pășească în acest domeniu de către Valeriu Bujor. Indiferent în care instituție a activat, el a tins să formeze criminologici sau să antreneze diverși specialiști în activitatea criminologică.
Valeriu Bujor este îndrumătorul și coautorul primului manual autohton de criminologie: Elemente de criminologie, elaborat împreună cu discipolii săi Octavian Bejan, Sergiu Ilie și Sergiu Casian. Totodată, el este autorul primului manual de statistică criminologică: Bazele statisticii criminologice, care va servi drept un îndrumar metodologic prețios pentru cercetările criminologice empirice și analizele statistico-criminologice. Criminologul Valeriu Țurcan remarcă în acest sens: „pe parcursul a mai multor ani, el a fost singurul criminolog care se preocupa de posibilitățile de interpretare și analiză cantitativă a criminalității”.
O serie de discipline criminologice vor fi introduse, în premieră, la inițiativa lui, dintre care menționăm:
- Statistica criminologică,
- Analiza criminologică a personalității infractorului,
- Victimologie,
- Criminologie aplicată,
- Analiză statistică a criminalității,
- Deviantologie

O importanță decisivă a jucat-o Valeriu Bujor în scoaterea de sub tipar a Revistei de criminologie, drept penal și criminalistică. Este vorba despre prima revistă cu profil criminologic din știința autohtonă. Această ideea lansată cu ocazia Conferinței științifice Starea actuală și perspectivele științei criminologice în Republica Moldova, s-a materializat grație contribuției lui hotărîtoare. Tot el ea conferit durabilitate editării revistei, în pofida dificultăților financiare și organizatorice. În general, putem remarca că Valeriu Bujor a fost întotdeauna atent la propunerile criminologilor, punînd adesea umărul la traducerea în viață a ideilor criminologice.
În perioada studiilor de doctorat la Academia Ministerului Afacerilor Interne al U.R.S.S. acumulează experiență în domeniul expertizei criminologice a actelor normative, idee pe care o promovează și pe lîngă autoritățile de la Chișinău. În cele din urmă ea se materializează parțial, sub forma efectuării unei expertize anticorupție, funcție ce este pusă în sarcina Centrului pentru Combaterea Crimelor Economice și Corupției, începînd cu anul 2007.
Formarea unei școli de criminologie reprezintă, în viziunea noastră, un fapt și un eveniment proeminent în criminologia autohtonă, datorat întemeietorului criminologiei autohtone. După cum se știe, existența școlilor de gîndire este întotdeauna de bun augur pentru știință, dincolo de rivalitățile regretabile ce depășesc limitele unei corectitudini elementare în știință. Actualmente putem vorbi de existența unei școli de criminologie în cadrul științei criminologice autohtone. Despre ea putem vorbi nu numai la prezent, ci și la viitor, pentru că ea va continua, în pofida tuturor obstacolelor, să se dezvolte. Știința care dispune de școli denotă capacitatea ei de a genera teorii și de a le aplica în cunoașterea științifică. Or, teoria constituie forma supremă de organizare a cunoștințelor științifice, iar aplicarea unui cadru teoretic bine definit în cercetarea criminologică demonstrează maturitate metodologică și fecunditate euristică. Potrivit criminologului Gheorghe Botnaru, „este foarte important de remarcat că întemeierea criminologiei autohtone s-a produs concomitent cu crearea școlii criminologice. Astfel, a avut loc un lucru extraordinar și mai rar întîlnit în istoria formării și dezvoltării științelor”.
Cele realizate în domeniul criminologiei demonstrează că anume Valeriu Bujor a jucat rolul principal în constituirea și dezvoltarea criminologiei autohtone.

## Lucrările publicate
Pe parcursul activității sale științifice, Valeriu Bujor a publicat 159 lucrări științifico-didactice, dintre care 39 de cărți. Dintre cărțile publicate, 7 constituie monografii, 5 sunt studii, în timp ce 24 sunt materiale didactice. Cele mai multe lucrări, după cum și este firesc, au caracter criminologic, și anume: 82, iar 25 sunt în domeniul dreptului (drept penal, teoria generală a statului și dreptului, criminalistică, activitate polițienească). O parte dintre lucrările publicate au un caracter mixt, fiind criminologico-juridice. Totodată, savantul Valeriu Bujor a realizat unele studii în domeniul didactic, psihologiei juridice și sociologiei juridice.
Lista publicațiilor :
- 1.Бужор В. Г., К вопросу об определении общего понятия насилия. // Криминология и организация профилактики преступлений. Сборник научных Трудов Академии МВД РФ. – Москва, 1992, с. 106-110
- 2.	Бужор В. Г. Насильственная преступность и ее значение для характеристики общественных отношений. // Экспресс информация. Академия МВД РФ. Выпуск 1.– Москва,1992, -16 С.
- 3.	Бужор В. Г. Наступит ли в Молдове царство «крестных отцов» или еще раз об организованной преступности. // Закон и жизнь, № 4/1992, с. 14–16.
- 4.	Bujor V. Criminalitatea și societatea. Legea și viața, nr. 6/1993, p. 7–10.
- 5.	Bujor V. Cuvînt în apărarea criminologiei. Legea și viața, nr. 3/1994, р. 21-23.
- 6.	Бужор В. Г. Слово в защиту криминологии. Закон и жизнь, № 3/1994, р. 22–24.
- 7.	Bujor V. Criminalitatea în sistemul devierilor sociale. Legea și viața, nr. 5/1994, p. 34–36.
- 8.	Bujor V. Esența fenomenului crimă (criminalitatea). Legea și viața, nr. 10/1994, р. 16-18.
- 9.	Бужор В. Криминологический анализ групповых форм насильственной преступности. (Учебное пособие). – Chișinău, Literatura juridică - 1994, 80 С.
- 10.	Bujor V. Sistemul și modalitățile pedepsei penale. Manual de Drept penal. Partea generală. – Chișinău: Editura „Știința”, 1994, p. 240-259, (1,1 c.a.). (Capitol în manual – Drept penal general).
- 11.	Бужор В. Основы государства и права, Chișinău, 1995. 86 C. (Material didactic).
- 12.	Bujor V. Criminologia: starea și perspectivele științei în Republica Moldova. Materialele simpozionului internațional Situația criminologică și securitatea publică în regiunea Bazinului Mării Negre. Reuniunea a doua. Chișinău. 9 noiembrie 1995. Comunicare.
- 13.	Bujor V. Cu privire la asigurarea științifică a combaterii criminalității. Legea și viața, nr. 1/1995, p. 34–36.
- 14.	Bujor V. Noțiunea de violență în dreptul penal și în criminologie. Legea și viața, nr. 4/1995, p. 32–35.
- 15.	Bujor V. Noul Cod penal al R.M.: propuneri, constatări.– Legea și viața, nr. 11, 1995, p. 16-18.
- 16.	Бужор В. Преступность и война как проявления социального насилия, Materialele conferinței internaționale: За безопасность в Балтии. 1995, Riga. P. 31-38, (0,5 c.a.). (Raport).
- 17.	Valeriu Bujor. Societatea și criminalitatea. În Legea și viața, nr. 4, din 1996, Chișinău, 1996, (p.p. 16-19) Recenzie la monografia „Criminalitatea în Moldova” autori: A. Timuș și V. Climenco. Chișinău, 1995.
- 18.	Bujor V. Violența în societatea postcomunistă. Materialele conferinței științifice internaționale. Situația criminogenă și securitatea publică în regiunea Bazinului Mării Negre. Reuniunea a treia. Chișinău,1996. (Teze).
- 19.	Bujor V. Bazele statisticii criminologice. – Materil didactic, Chișinău: Editura Literatura juridică; 1996, 47 p. (Material didactic).
- 20.	Bujor V. Categoria interesului în criminologie, Materialele Conferinței Științifice” a corpului didactic al Academiei Naționale de Poliție „Ștefan cel Mare” (25 mai 1995).– Chișinău, 1996. (Teze).
- 21.	Bujor V., Lașcu M., Bîrgău M. Îndrumări metodice pentru obiectul de studii criminologice. – Chișinău, 1996, 26 P.
- 22.	Бужор В. Г. Общая теория права и государства. – Кишинэу, Literatura juridică. 1996, 104 C. . (Material didactic).
- 23.	Бужор В. Преподавание криминологии в совершенных условиях. Материалы научной конференции – Санкт-Петербург, 1996. p.91-95 (Raport).
- 24.	Bujor V. Programa cursului criminologiei. – Chișinău, Academia de poliție Stefan cel Mare,- 1997. 19 P.
- 25.	Bujor V. Criminalitatea organizată și securitatea națională Materialele conferinței republicane: Strategia combaterii criminalității organizate în Republicii Moldova”. – Chișinău: Editura ARC, 1997, (Raport).
- 26.	Bujor V., Bejan O., Casian S., Ilie S. Elemente de criminologie. Material metodico-didactic. Chișinău: Editura Știința, 1997, p..
- 27.	Bujor V. Crima organizată în Republica Moldova. Materialele conferinței internaționale Organized crime in transition countries, Teze. – Riga, 1997.
- 28.	Бужор В. Серийные убийства и их предупреждение: юридические и психологические аспекты. Материалы научной конференции, Ростов на Дону, -1997. C. 97-102, (Teze).
- 29.	Bujor V., Bejan O. Criminalitatea recidiviștilor. – Lecție. Chișinău: Editura Lyceum, 1998, 35 P.
- 30.	Bujor V., Guțuleac V. Realizarea tezelor de licență și de magistru. Îndrumări metodice. – Chișinău, 1998, 19 P.
- 31.	Бужор В. О сущности преступности. – Учебное пособие. Кишинэу: Lyceum, 1998, 108 С.
- 32.	Бужор В., Гуцуляк В. Групповая преступность: методологические основы изучения и классификации. Монография. – Кишинэу, 1998, 147 С.
- 33.	Бужор В. Приватизация в условиях криминализации политики. Материалы научной конференции: За честный бизнес; Москва. 1998, Р. 67.71, (0,35). (Raport).
- 34.	Bujor V. Cu privire la pericolul social al criminalității organizate. Materialele conferinței republicane: Сriminalitatea organizată și economică tenebroasă în Republica Moldova”. – Chișinău: Editura ARC,1999. p. 11-14.
- 35.	Bujor V., Bejan O. Criminalitatea profesională. – Chișinău: Editura Lyceum. 1999, 38 P.
- 36.	Bujor V. Cu privire la esența violenței. Probleme actuale privind infracționalitatea. Anuarul CCȘ al Academiei de Poliție – Chișinău, 2000, p. 30–38.
- 37.	Bujor V., Ilie S., Țurcan V. Analiza statistică succintă a criminalității în Republica Moldova în anii 1993–1997, Probleme actuale privind infracționalitatea, Anuarul CCȘ al Academiei de Poliție – Chișinău, 2000, p. 145–150.
- 38.	Bujor V., Bejan O., Țurcan V., Сapustin G. Criminalitatea în Republica Moldova în anii 1992–1998: oglindire statistico-criminologică Probleme actuale privind infracționalitatea, Anuarul CCȘ al Academiei de Poliție. – Chișinău, 2000, p. 190–213.
- 39.	Bujor V., Bejan O. Profesionalismul criminal și unele căi de prevenire a lui Probleme actuale privind infracționalitatea Anuarul CCȘ al Academiei de Poliție – Chișinău, 2000, p. 66–72.
- 40.	Bujor V., Bejan O., Cipovenco S., Ilie S., Negură V., Țurcan V., Ursan I. Ghid bibliographic de criminologie. Ediții autohtone. – Chișinău, 2000, 148 P.
- 41.	Bujor V., Miron I. Cu privire la noțiunea de infracțiune săvîrșită prin violență. Probleme ale științei contemporane Materialele conferinței anuale a profesorilor UCM, 18–19 aprilie 2001. –Chișinău, p. 3–9.
- 42.	Bujor V., Miron I. Violența sexuală: aspecte juridico-penale și criminologice. – Studiu monografic. Chișinău, 2001, 80 P.
- 43.	Bujor V., Sîrbu P. Detențiunea pe viață. – Studiu monografic. Chișinău; 2001, 72 P.
- 44.	Bujor V., Bejan O. Problema interesului în criminologie. Studii criminologice și juridice privind criminalitatea. Anuarul științific al CCȘ al Academiei de poliție Ștefan cel Mare, Ediția 2- – Chișinău, 2001, p. 55-64.
- 45.	Bujor V., Ilie S. Geneza conceptului de criminalitate a gulerelor albe în „Studii criminologice și juridice privind criminalitatea”. Anuarul științific al CCȘ al Academiei de poliție Ștefan cel Mare, Ediția 2 – Chișinău, 2001, p. 64-73.
- 46.	Bujor V., Miron I. Infracțiuni privitoare la viața sexuală săvîrșite cu violență în „Studii criminologice și juridice privind criminalitatea”. – Anuarul științific al CCȘ al Academiei de poliție Ștefan cel Mare, Ediția 2- Chișinău, 2001, p. 73-81.
- 47.	Bujor V., Sîrbu P. Unele aspecte privind reglementarea juridică a pedepsei cu închisoarea pe viață în „Studii criminologice și juridice privind criminalitatea”. Anuarul științific al CCȘ al Academiei de poliție Ștefan cel Mare, Ediția 2- – Chișinău, 2001, p. 82-87.
- 48.	Bujor V., Bejan O., Dodon U., Ilie S., Tomozei T., Țurcan V., Ursan I. Suportul criminologic în activitatea poliției realizării și perspective. – Chișinău, 2001, 152 P.
- 49.	Вужор В. Происхождение государстве и права. Учебное пособие. – Кишинэу, 2001, 47 C.
- 50.	Bujor V, Ilie S., Geneza conceptului de criminalitate a gulerelor albe. Studii criminologice și juridice privind criminalitatea. Anuarul științific al CCȘ al Academiei de poliție Ștefan cel Mare, Ediția 2-Chișinău, 2001. – p. 64-72.
- 51.	Валерий Бужор. О некоторых проблемах частного образования в Молдове. Материалы международного семинара. Харьков. 2001. (Teze).
- 52.	Bujor V., Ilie S, Corelația dintre criminalitatea gulerelor albe și alte și alte tipuri de criminalitate. Anale științifice ale academiei de poliție Ștefan cel Mare, Ediția II-a și III –a. Chișinău, 2002, p. 111-118.
- 53.	Bujor V., Ilie S, Abordarea problemei criminalității gulerelor albe în diferite state. Ordine și Lege. – Chișinău, 2002. Nr- 19. p. 19-20.
- 54.	Bujor V., Ilie S., Teoria criminalității gulerelor albe: argumente pro și contra. Ordine și Lege. – Chișinău, 2002. Nr-21-22. p. 17-19.
- 55.	Bujor V., Ilie S., Clasificarea juridico-penală a infracțiunilor constituind criminalitatea gulerelor albe. Ordine și Lege. – Chișinău, 2002. Nr-23. p. 28-29.
- 56.	Bujor V. Referințe asupra noțiunii scopului, funcțiilor și sistemului pedepsei. Materialele conferinței științifice internaționale.-Rolul pedepsei în societatea de tranziție - 14–15 februarie 2002. – Chișinău, p. 21-28.
- 57.	Bujor V., Bejan O. Cu privire la esența crimei și pedepsei. Materialele conferinței științifice internaționale.-Rolul pedepsei în societatea de tranziție” 14–15 februarie 2002. – Chișinău, p. 49-57.
- 58.	Bujor V. Referințe la problema pedepsei cu moartea în. Materialele conferinței științifice internaționale.- „Rolul pedepsei în societatea de tranziție” 14–15 februarie 2002. – Chișinău, p. 96–97.
- 59.	Bujor V., Pop Octavian Criminalitatea în domeniul fiscal. – Timișoara: Editura MIRTON, 2002, 90 P.
- 60.	Bujor V., Pop Octavian Utilizarea circuitelor bancare în activități de spălare a banilor. – Timișoara: Editura MIRTON, 2002, 102 P.
- 61.	Bujor V., Pop Octavian Criminalitatea economico-financiară domenii de cercetare al criminologiei moderne. – Timișoara: Editura MIRTON, 2002, 53 P.
- 62.	 Bujor V., Pop Octavian Cauzalitatea în criminologie. – Timișoara: Editura MIRTON, 2002, 42 P.
- 63.	 Gandrabur G., Bujor V. Biodetectorul – mijloc de probă în procesul penal. Note de curs. – Chișinău, 2002, 64. p.
- 64.	 Bujor V., Manole Țăranu D. Victimologie. Note de curs. – Chișinău: Centru Ed. al UCM, 2002. 46 P.
- 65.	Bujor V., Țăranu D. Deviantologie. Note de curs. – Chișinău: Centru Ed. al UCM, 2002, 46 P.
- 66.	Bujor V. Unele probleme ale criminologiei în Republica Moldova. Materialele conferinței științifice internaționale: Starea actuală și perspectivele științei criminologice în Republica Moldova. – Chișinău, 2002, 6 iulie, p.15 – 21.
- 67.	Bujor V., Ilie S. Clasificarea juridico-penală a infracțiunilor constituind criminalitatea gulerelor albe //Ordine și lege. Revistă bilunară a MAI, nr.23 – 24, 2002, p.28 – 29.
- 68.	Bujor V., Lașcu M. Criminologie penitenciară: noțiunea și obiectul. Materialele conferențiare științifico-practice internaționale: Tratamentul persoanelor condamnate pe viață; 17 – 18 mai 2002, p.20 – 25.
- 69.	 Bujor V., Manole D. Detențiunea pe viață: unele aspecte psihosociologice. Materiale conferențiare științifico-practice internaționale: Tratamentul persoanelor condamnate pe viață 17–18 mai 2002, p. 60 – 64.
- 70.	 Bujor V., Sîrbu P. Reforma sistemului penitenciar și detențiunea pe viață. Materialele conferențiare științifico-practice internaționale Tratamentul persoanelor condamnate pe viață 17 – 18 mai 2002, p. 98 – 104.
- 71.	Bujor V., Bejan O. Despre cercetarea criminologică a problemei interesului,- Anale Științifice ale Academiei de Poliție, Ediția a II-a și a III-a. – Chișinău, 2002, p. 9 – 13.
- 72.	Bujor V., Cu privire la sistemul indicatorilor statistici ai criminalității.- Probleme de drept în perioada de tranziție. Conferința științifică anuală a profesorilor. (26 aprilie 2002) Chișinău . UCM, p. 3-6.
- 73.	Bujor V., Țaranu D. Modalități de cunoaștere a personalității infractorului. - Probleme de drept în perioada de tranziție . Conferința științifică anuală a profesorilor (26 aprilie 2002 ) Chișinău, UCM, 2002 p. 13-19.
- 74.	Bujor V., Ilii S.. Problema criminalității gulerelor albe, Probleme de drept în perioada de tranziție. Conferința științifică anuală a profesorilor ( 26 aprilie 2002) Chișinău . UCM, p. 19-25.
- 75.	Bujor V., Guțuleac V., Особенности обеспечения общественного порядка и общественной безопасности при проведение массовых мероприятий //Закон и жизнь, 2002, № 4, p. 50 – 57.
- 76.	Бабаев М., Бужор В. К вопросу об обеспечении криминологической безопасности //Закон и жизнь – 2003, nr. 1, p.8 – 13.
- 77.	Беляев B., Бужор В., Конституционный статус человека в уголовном праве, Aspecte juridice ale societății civile: realități și perspective, Materialele conferinței teoretico- științifice internaționale (26- 27 februarie 2003). Tipografia Centrală, p. 98- 102.
- 78.	Бужор В., Козюк М.. О правовом равенстве и привилегии депутатской неприкосновенности, Funcționarea instituțiilor democratice în statul de drept. Materialele conferinței teoretico- științifice internaționale, 2003, p. 923- 933.
- 79.	Bujor V.. Unele probleme ale dreptului penal și criminologiei în Republica Moldova. Revista Națională de Drept, nr. 2, 2003. p. 28-33.
- 80.	Bujor V.. Psihoze la criminalii în serie. (studiu monografic). Lumină și Speranță. Revistă de cultură, opinie și informare. Anul 8 nr. 1-6 ianuarie-iunie 2003. Editată de Centrul de reeducare Găiești. pag. 4-21.
- 81.	Bujor V. Buga L. Drept penal comparat. Note de curs. Chișinău. UCM, 2003, 104 p.
- 82.	Bujor V., Șleahtițki V.. Omorul și vătămarea gravă a integrității corporale. Monografie. Chișinău, UCM, 2003.
- 83.	Bujor V., Ocrain I., Cipovenco S.. Statistica criminologică. Manual.Chișinău. UCM. 2003.
- 84.	Bujor V., Pîrău I.. Teoria generală a dreptului. Note de curs. Chișinău, UCM. 2003.
- 85.	Bujor V., Referințe asupra conceptului de securitate criminologică. Materialele conferinței republicane, Academia MAI, aprilie 2003, p. 89 – 93.
- 86.	Bujor V., Pop O. Aplicații criminologice privind crima organizată. Ed. MIRTON, Timișoara – 2003, 90 p.
- 87.	Bujor V., Pop O. Aspecte criminologice privind infracțiunile săvârșite cu violență. Ed. MIRTON, Timișoara – 2003, 86 p.
- 88.	Bujor V., Borodac A., Comentariu Cod Penal al Republicii Moldova. Capit. II. INFRACȚIUNI CONTRA VIEȚII Șl SĂNĂTĂȚII PERSOANEI. Chișinău, 2003.
- 89.	Bujor V., Infracțiuni contra vieții și sănătății persoanei. Chișinău, UCM, Material didactic, 2003, 22 P.
- 90.	Bujor V., Bujor T., Общая теория права и государства. Курс лекций, Кишинев – 2003, 189 c.
- 91.	Bujor V, Pîrău I., Raportul juridic, Material didactic, Chișinău, 2003, 76 p.
- 92.	Bujor V., Bejan O., Mecanismul comportamentului criminal. Material didactic. Chișinău, 2003, 36 p.
- 93.	Bujor V., Bejan O, Cu privire la pericolul social al criminalității. Revista de criminologie, drept penal și criminalistică.; 2004, nr. 1-2 p.5-12.
- 94.	Bujor V., Tofan S, Studiu vizând esența și pericolul social al criminalității organizate. Revista de criminologie, drept penal și criminalistică.; 2004, nr. 1-2, p. 84-96.
- 95.	Bujor Valeriu, Violența criminală și societatea, în „Violența în societatea de tranziție”, Chișinău, 2003, p. 13-21.
- 96.	Bujor V., Miron I., Violența: abordare socio-criminologică a problemei. Revista de criminologie, drept penal și criminalistică.; 2004, nr.3-4, p. 3-11.
- 97.	Bujor V, Lașcu M., Criminologie penitenciară. Revista de criminologie, drept penal și criminalistică.; 2004, nr.3-4, p. 32-37.
- 98.	Bujor V., Dumitrescu D, Traficul de droguri: reglamentări internaționale și naționale. Studiu monografic. Chișinău, 2004, 99 p.
- 99.	Bujor V., Bejan O., Interes și crimă, Monografie, Chișinău, 2004, 145 p.
- 100.	Бужор Валерий, Некоторые проблемы криминализации общественно опасных деяний. Considerații privind realitatea socio-juridică din Republica Moldova: Materialele conferinței științifice/ USB Alecu Russo, 19 noiembrie 2004, p.p. 118 – 120.
- 101.	Бужор В., Илий С., Понятие должностных преступлений и их классификация. Revista de criminologie, drept penal și criminalistică.; 2005, nr.1-2, p. 70-80.
- 102.	Бужор В. Тельпиз К. Социально-психологические основы изучения лидера и лидерства в преступных группах. Материалы международной научно-практической конференции: ДНИ НАУКИ – 2005. Том 29. Юридические науки. Днепропетровск. Наука и образование. c. 6-9.
- 103.	Бужор В.Г. Криминология и основы предупреждения преступлений. Измаил, 2005. 59 с. (Note de curs).
- 104.	 Гуцуляк В.И., Бужор В.Г. Комментарий к Уголовному Кодексу Республики Молдова. Общая часть. Кишинэу, 2005.
- 105.	Бужор В. Тельпиз К. Некоторые вопросы обеспечения общественного порядка при проведении массовых мероприятий и большого скопления людей. Сборник научных работ Измаильского Института Водного Транспорта. Измаил, 2006. c. 117-125.
- 106.	Валерий Бужор, Ион Мирон. Уголовно-правовая характеристика изнасилования. Revista de criminologie, drept penal și criminalistică. 2006, nr. 1, pag. 4-14.
- 107.	Victimologie criminologică: probleme teoretice, metodologice și aplicative. Revista de criminologie, drept penal și criminalistică. 2006, nr. 2, pag. 120-125. (Aviz).
- 108.	Valeriu Bujor. Probleme de drept penal și criminologie în contextul integrării europene. În materialele conferinței științifice internaționale „Procesul de codificare în țările europei de sud-est”. USB „Alecu Russo” Bălți, 2006, p. 35-42.
- 109.	Бужор В., Гуцулеак В. Преступления против правосудия. //Закон и жизнь. №: 3, 4, 5, 6, 9, 10, 11. 2006. Комментарий к УК РМ.
- 110.	Валерий Бужор. Молдавское общество и криминальное насилие. Revista de criminologie, drept penal și criminalistică. 2006, nr. 3-4, p. 51-63.
- 111.	Бужор В. Криминальное насилие в Республике Молдова. Международная научно-практическая конференция – ПРЕСТУПНОСТЬ, ОБЩЕСТВО, КРИМИНОЛОГИЯ: ДИАЛЕКТИКА РАЗВИТИЯ. 27-30 августа 2006. Суздаль. (raport)
- 112.	Valeriu Bujor. Indici statistici ai criminalității (elemente de analiză statistică a criminalității). Revista de criminologie, drept penal și criminalistică. 2007, nr. 1-2, p. 3-10.
- 113.	Бужор В. Этические аспекты современного юридического образования (тезисы). Материалы международной научной конференции «Преступность и духовная сфера жизни общества» Москва, 2007.
- 114.	Bujor V., Referințe vizând esența criminalității organizate, Legea și viața, anul 2008, nr. 2.
- 115.	Бужор В. Постсоветское общество и криминальное насилие. Сборник научных работ Право. Выпуск 32, Измаил, 2008, с.29-36.
- 116.	Бужор В. Некоторые проблемы социального реформирования молдавского общества. VI Международная научно-практическая конференция: Актуальные проблемы теории истории права и государственном этапе. Кострома, КГТУ, декабрь 2009, с. 16-20.
- 117.	Бужор В. Противодействие организованной преступности: молдавское теория и практика. Материалы Всероссийской научно-практической конференции: Изменения криминальной ситуации, их причины и влияние на них организованной преступности, 29-30 июня 2009. Тезисы. Кострома, 2009.
- 118.	Бужор В. Преступление против личности. Комментарий к УК РМ. Bălți-Izmail, 2009, 196 р.
- 119.	Бужор В., Борщевски А., Сосна Б. Борьба с коррупцией. Учебно-методическое пособие. Измаил, Изд-во ИИВТ «СЬЫСЛ», 2009. 101 c.
- 120.	Бужор В., Сосна Б. Причины и последствия коррупции. Образование и коррупция. Международная научно-практическая конференция, 16 сентября 2009 г. Тараклия- Кишинев. Ch. Pontos, 2009. c.58-63.
- 121.	Bujor. V., Asigurarea dreptului la securitate criminologică, Materialele conferinței științifico-internaționale: Declarația universală a drepturilor Omului – pilon în protecția juridică a drepturilor și libertăților fundamentale în decurs de 60 de ani. Bălți, 11 decembrie 2008, Chișinău, Pontos, 2009, p. 218-222.
- 122.	Bujor. V., Vdovicenco O. Unele aspecte vizând elaborarea normelor de drept penal. Legea și viața. 2009, nr. 8, p. 21 – 29.
- 123.	Bujor Valeriu, Miron-Popa Cătălina, Bazele analizei statistice a criminalității, Bălți, 2010, 131 p. ( material didactic).
- 124.	Бужор В., Гуцуляк В., Уголовный кодекс Республики Молдова. Общая часть. Комментарий, 2-е издание, Кишинэу, 2010, 428 р.
- 125.	Бужор В., Гуцуляк В., и др. Уголовный кодекс Республики Молдова. Общая и Oсобенная часть. Комментарий, Кишинэу, 2011, 1186 р.
- 126.	Бужор В., Преступление: уголовно-правовое понятие и основные признаки. «Закон и жизнь», nr. 4, 2010, p. 21-24.
- 127.	Bujor Valeriu, Crearea unui sistem de instruire criminologică în republica Moldova ca necesitate obiectivă, în „Abordarea prin competențe a formării universitare: probleme, soluții, perspective (materialele conferinței științifice internaționale, 8 octombrie 2010)”, Bălți, 2010
- 128.	Bujor Valeriu și Basîm Abbas, Infracțiunea și pedeapsa în dreptul penal musulman, Studiu monografic. Chișinău, 2012, 195 p.
- 129.	Bujor Valeriu, Realizarea cercetărilor criminologice teoretice – un salt calitativ în știință, recenzie publicată în revista „Legea și viața”, nr. 5, 2010, p. 4-8.
- 130.	Bejan Octavian, Bujor Valeriu și Botnaru Gheorghe, Analiză criminologică a influenței proceselor demografice actuale asupra criminalității din Republica Moldova, Chișinău, 2012, 100 p.
- 131.	Bejan Octavian, Bujor Valeriu, Bulat Irina și Covalschi Stanislav, Profesia de criminolog. Ghid de orientare profesională, Institutul de Științe Penale și Criminologie Aplicată, Chișinău, 2013, 52 p.
- 132.	Bejan Octavian și Bujor Valeriu, Caracterizare criminologică a unor tipuri de criminalitate (note de curs), IȘPCA, Chișinău, 2013, 71 p.
- 133.	Bejan Octavian și Bujor Valeriu, Experiență canadiană de activitate criminologică practică în domeniul victimologic, Jurnalul juridic național: teorie și practică, nr. 1 (martie), anul 2013, p. 5-7 .
- 134.	Bejan Octavian și Bujor Valeriu, Experiență canadiană de activitate criminologică practică în domeniul sănătății mintale, Jurnalul juridic național; teorie și practică, nr. 2 (iunie), anul 2013, p. 4-6.
- 135.	Buga Larisa și Bujor Valeriu, Tehnica legislativă și rolul ei în activitatea de legiferare, Jurnalul juridic național: teorie și practică, nr. 3, 2013, p. 4-10 .
- 136.	Bejan Octavian și Bujor Valeriu, Unele prognoze criminologice privind starea criminalității și a activității anticrimă după integrarea R. Moldova în Uniunea Europeană, Jurnalul juridic național: teorie și practică, anul 2014, nr. 3, p. 13-17.
- 137.	Bujor Valeriu și Buga Larisa, К вопросу обосновных принципах криминализации, comunicare la conferință științifică internațională.
- 138.	Bujor Valeriu și Bejan Octavian, Elemente de statistică criminologică (material didactic), IȘPCA, Chișinău, 2014, 104 p..
- 139.	 Bejan Octavian și Bujor Valeriu, Despre îmbunătățirea activității anticrimă prin instruire criminologică în «Правовые реформы в Молдове, Украине и Грузии в контексте евроинтеграционных процессов. Материалы международной научно-практической конференции, 7-8 ноября 2014, Кишинев, Республика Молдова», Chișinău, 2014, p. 112-113.
- 140.	Bujor Valeriu. Некоторые проблемы реформирования современного общества. Материалы международной научной конференции: ПРАВОВЫЕ РЕФОРМЫ В ПОСТСОВЕТСКИХ СТРАНАХ: ДОСТИЖЕНИЯ И ПРОБЛЕМЫ. 28-29 МАРТА 2014. Кишинэу, 2014. С. 29-31.
- 141.	Bujor Valeriu, JURNAL JURIDIC NAȚIONAL: Teorie și practică: Victor Guțuleac, eminent om al științei și învățămâbtului din Republica Moldova. – comunicare la conferință națională.;
- 142.	Bujor Valeriu, JURNAL JURIDIC NAȚIONAL: Teorie și practică: Recenzie la monografia ACTIVITATEA CRIMINOLOGICĂ PRACTICĂ ÎN ORGANELE ANTICRIMĂ DIN CANADA, autor dr. Bejan Octavian.
- 143.	Bujor Valeriu, Clașevici Andrei, Interesele și contradicțiile de interese în conceptul de securitate al sistemului social. în «Правовые реформы в Молдове, Украине и Грузии в контексте евроинтеграционных процессов. Материалы международной научно-практической конференции, 7-8 ноября 2014, Кишинев, Республика Молдова», Chișinău, 2014, p. 112-113.
- 144.	Bujor Valeriu, Ceaglic Tatiana, Principiile politicii penale în «Правовые реформы в Молдове, Украине и Грузии в контексте евроинтеграционных процессов. Материалы международной научно-практической конференции, 7-8 ноября 2014, Кишинев, Республика Молдова», Chișinău, 2014, p. 112-113 .
- 145.	Bejan Octavian, Bujor Valeriu, Некоторые сущностные аспекты понимания организованной преступности. Материалы международной научной конференции Актуальные проблемы права и лингвистики. Измаил, 2014.
- 146.	Bujor Valeriu, Современное общество сквозь призму криминального насилия.Материалы международной научной конференции Актуальные проблемы права и лингвистики. Измаил, 2014.
- 147.	Бужор В., Бабаев М. Некоторые аспекты концепции уголовно-правовой политики. Материалы международной научно-практической конференции Особенности адаптации законодательства Молдовы и Украины к законодательству европейского союза. 27-28 марта, 2015. Часть 2, стр., 39-42.
- 148.	Bujor Valeriu, Buga Larisa. Construcția juridico-penală și metodologia construcției componenței de infracțiune. Conferința  științifico-practică internațională DREPTURILE OMULUI ÎN REPUBLICA MOLDOVA, Academia de administrare publică, 10 decembrie 2015.
- 149.	Bujor Valeriu, Ответственность за создание и руководство преступной организации. Materialele conferinței științifice internaționale. Chișinău, 6-7 noiembrie 2015.
- 150.	Bejan Octavian și Bujor Valeriu, Ghid de cercetare criminologică pentru studenți, IȘPCA, Chișinău, 2015
- 151.	Bujor Valeriu și Bejan Octavian, Curs elementar de criminologie, IȘPCA, Chișinău, 2016, 129 p.
- 152.	Bejan Octavian și Bujor Valeriu, Bazele asigurării securității criminologice private, IȘPCA, Chișinău, 2016, 210 p. .
- 153.	Bejan O., Bujor V. Unele propuneri de reglementare a activității de prevenire a revictimizării victimelor infracțiunilor. Jurnal Juridic Național: teorie și practică. 2016, nr: 2
- 154.	Bejan O., Bujor V. Unele aspecte conceptuale și metodologice ale prevenirii criminalității, Jurnal Juridic Național 2016, nr. 3, p. 11-19.
- 155.	Bejan Octavian, Bujor Valeriu, Bulat Irina și Covalschi Stanislav, Profesia de criminolog. Ghid de orientare profesională, Institutul de Științe Penale și Criminologie Aplicată, Chișinău, ediția a doua, 2016, 44 p.
- 156.	Bujor Valeriu și Buga Larisa, Teoria generală a dreptului (note de curs), IȘPCA, Chișinău, 2014, 112 p.
- 157.	Bujor Valeriu și Buga Larisa, Teoria generală a dreptului (note de curs, ediția II), IȘPCA, Chișinău, 2016, 114 p.
- 158.	Bujor Valeriu, Clașevici Andrei, Securitatea economică a întreprinderii: de la un concept economic la unul criminologic,  Materialele conferinței științifice internaționale. Chișinău, 24-25 martie 2017.
- 159.	Bujor Valeriu, Damaschin Elena, Некоторые аспекты становления медиации в Республике Молдова, Сборник научных статей, Волгоград, 2017.
- 160.	Bujor Valeriu, Clașevici Andrei, Securitatea criminologică a întreprinderii, Revisata Studii Juridice Universitare, nr. 3-4, ULIM, 2016 .
- 161.	Bujor Valeriu, Prefață la monografia Prezicerea criminologică prin metoda extrapolării. Cnișinău, 2017, autor Bejan Octavian. p. 3-6.